# 編印大陸地區地圖注意事項
編印大陸地區地圖注意事項是中華民國內政部根據《水陸地圖審查條例》，為規範並審查國內印行之中華民國地圖而制訂的行政命令。該條令於1988年（民國77年）8月27日由內政部訂頒，當時名爲「編印我國大陸地區地圖注意事項」，後幾經修正，並於2002年（民國91年）11月28日更名為「編印大陸地區地圖注意事項」，最後於2004年（民國93年）11月9日由時任內政部長的蘇嘉全簽署部令廢止。而實際上，內政部早在1990年代後期就已不再發行「中華民國全圖」。

## 2002年條文
| “                                                | 2 二 我國疆界及首都，依內政部公告資料或出版之中華民國全圖標示之。 4 四 我國大陸地區與外蒙古之界線以國界符號標示之。 | ” |
| ——內政部令：修正「編印我國大陸地區地圖注意事項」 | |   |

| “                                                                                            | 1 一 為規範有關大陸地區地圖編纂資料之處理方法，訂定本注意事項。 2 二 大陸地區疆界及首都，得依大陸現狀標示之。 3 三 行政區劃採大陸地區現行之行政界與名稱者，應於圖例中說明。 4 四 大陸地區與蒙古之界線以國界符號標示之。 5 五 註記字體不得使用簡體字。 | ” |
| ——內政部令：修正「編印我國大陸地區地圖注意事項」名稱為「編印大陸地區地圖注意事項」並修正全文 | |   |

## 2004年條文
|                                    | 內政部 令 中華民國九十三年十一月九日 台內地字第〇九三〇〇六八三二五號 廢止「編印大陸地區地圖注意事項」 部 長 蘇嘉全 |
| ——廢止「編印大陸地區地圖注意事項」 | |

## 中華民國全圖
- 1922年的中華民國全圖。
- 1936年的中華民國全圖。
- 1947年的中華民國全圖。
- 中華民國大陸時期時區劃分圖。
- 1979年5月《第一屆國民大會第六次會議實錄》所附的《中華民國全圖》。
- 原中華民國行政區域以及領土糾紛。
- 原中華民國公告行政區域與中華人民共和國行政區划的差異。